# Placidochromis longirostris
Placidochromis longirostris är en fiskart som beskrevs av Mark Hanssens 2004. Placidochromis longirostris ingår i släktet Placidochromis och familjen Cichlidae. Inga underarter finns listade i Catalogue of Life.